# 班老乡
班老乡（佤语：nbang lao:962），是中华人民共和国云南省临沧市沧源佤族自治县下辖的一个乡。班老一词由傣语音译，“班”为场，“老”为讲，意为“议事的场地”。乡政府驻上班老村，陆距沧源县城93.1千米。1941年6月18日中英秘密签订协议划定一九四一年线，班洪村以西地区（包含班老全境）被划归缅甸。1960年1月25日，中缅签订《中华人民共和国政府和缅甸联邦政府关于两国边界问题的协定》，中方放弃猛卯三角地主权，换回一九四一年线以西的班洪、班老部落地区。如今，班老也是沧源口岸的一个出入境通道。

## 历史沿革
班老是佤族历史上的一个部落，1941年划归英属缅甸。1961年1月4日，《中华人民共和国和缅甸联邦边界条约》生效后，班老正式成为中华人民共和国领土，于同年6月12日成立班老区，1969年在人民公社化运动中成立五·一六公社，1971年更名班老公社。1984年改置为班老区，1988年成立班老乡。

## 地理
班老乡位于沧源县西部，西和南与缅甸接壤，北和东分别是芒卡镇、班洪乡，国境线长41.65千米，系沧源县内各乡镇中最长。班老乡总面积172.3平方千米，2010年普查总人口8,887人，是沧源人口最少的乡镇，居民以佤族为主，其次是汉族和傣族，佤族人口超过总人口的97%。乡内山脉主要有老厂山、公莫香山等，地势北高南低，最高点为公莫香山（1,747米），最低点为垌那海（520米）。主要河流有南滚河、南衣河、南卡河等，属怒江水系。气候上属热带、亚热带季风气候，低海拔地区气候炎热，立体气候显著，年均气温21.7℃，年均降水1965.8毫米。班老乡的部分地区属南滚河国家级自然保护区，有数百种珍稀濒危动植物，生态系统多样性，2011年全乡森林覆盖率达79.73%。

## 行政区划
班老乡下辖以下地区：
上班老村、下班老村、新寨村、营盘村、班搞村和帕浪村。

## 经济
班老乡的经济以农业为主，2011年农民人均纯收入2,707元。2011年，班老乡粮食种植面积2.13万亩，年产2,938吨；橡胶面积5.02万亩；木薯面积1.42万亩，其他作物还有茶叶、核桃、油菜等。畜牧业方面，2011年末生猪和其他大牲畜共存栏12,282头。2011年政府财政收入24万元。

## 基础设施
班老乡内有小学6所，九年一贯制学校1所，在校学生共1,748人。医疗方面有卫生院1所、村卫生室6个，共有病床16张，专业卫生人员21人。交通方面有乡村公路2条共32.643千米，其中沥青路面1条共25千米。